# Leidschendam

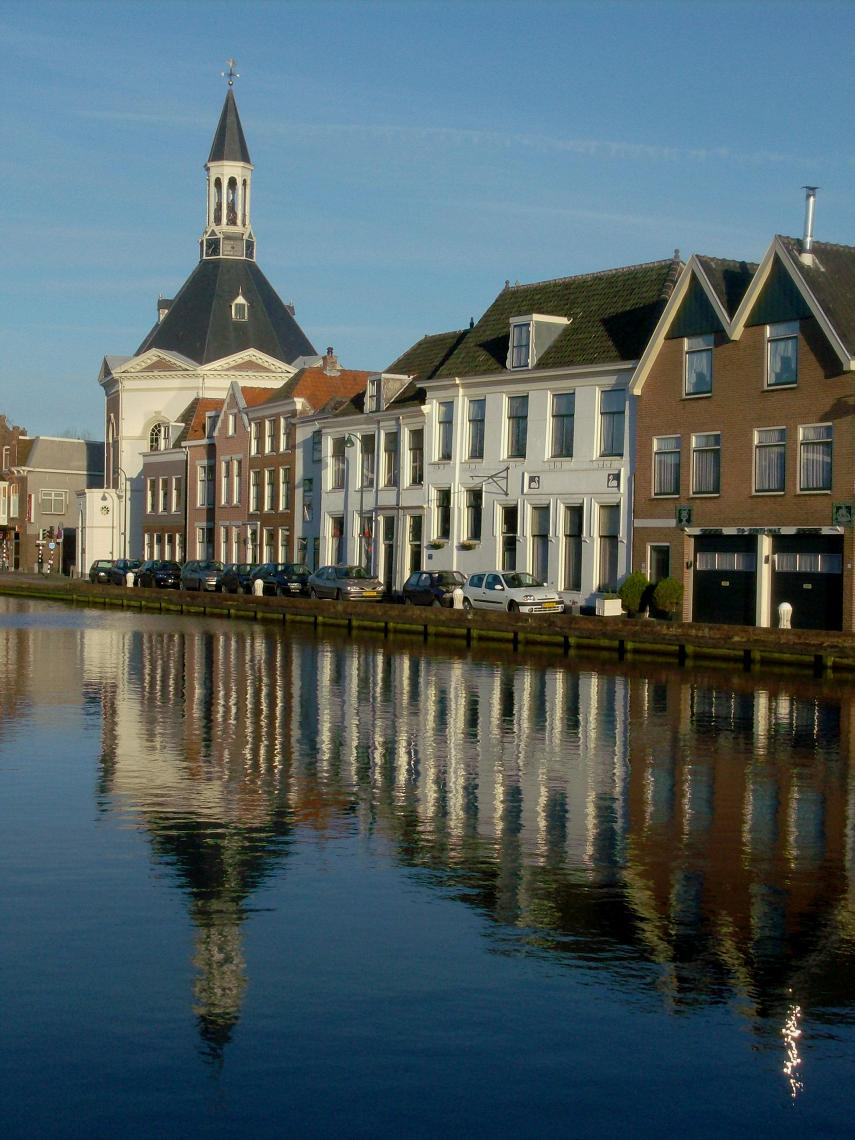
Église protestante le long du Canal "Vliet".

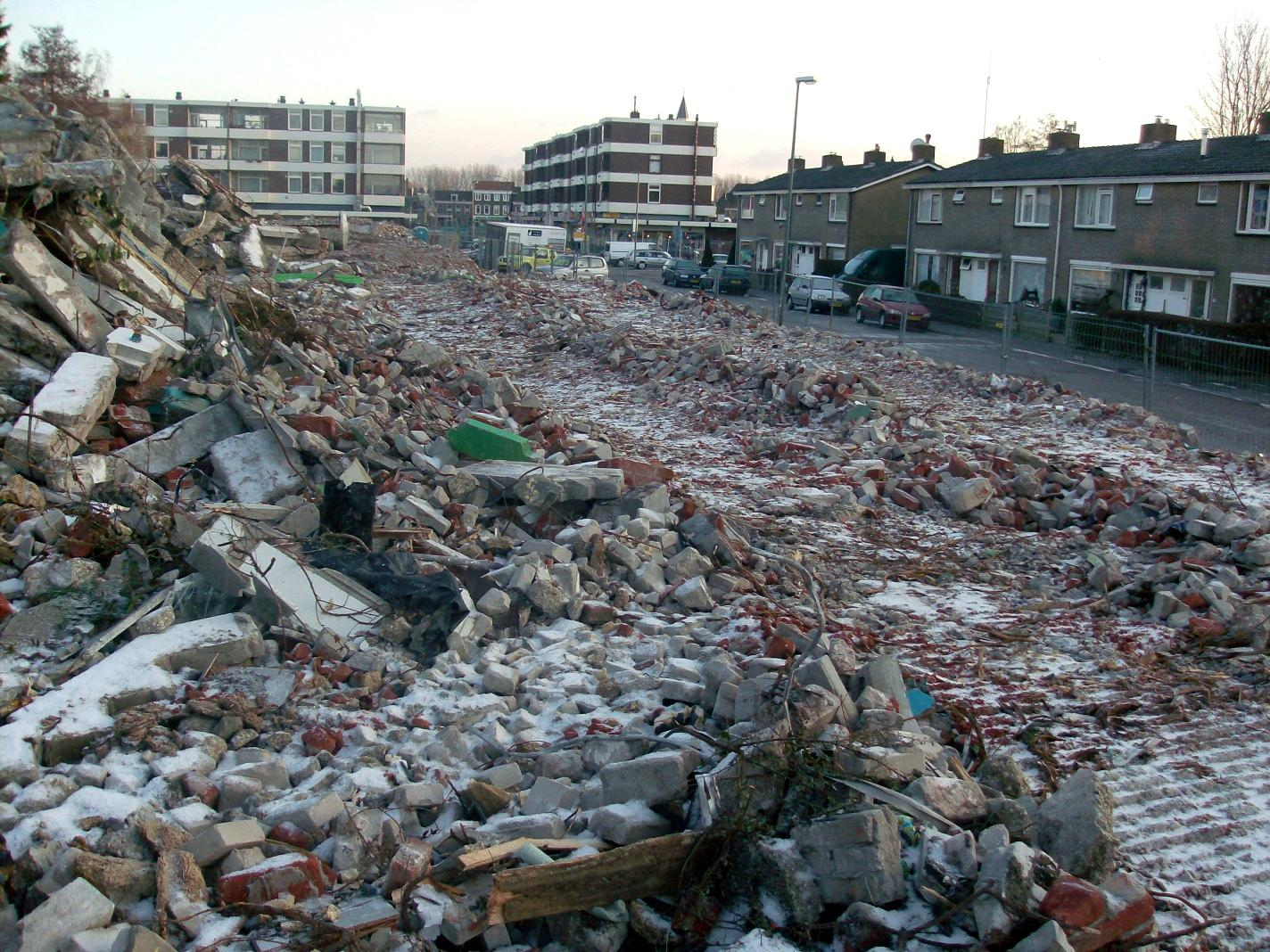
La rue Plaspoel (Plaspoelstraat) dans le centre-ville, en janvier 2010.

Leidschendam est une ville située dans la commune néerlandaise de Leidschendam-Voorburg, dans la province de Hollande-Méridionale. Le 1er janvier 2001, la ville comptait 39 567 habitants. Leidschendam, Voorburg et Stompwijk forment la municipalité Leidschendam-Voorburg et représentent, avec Ryswick, la banlieue de La Haye.

## Histoire
Après avoir connu une brève première existence entre 1812 et 1817, la commune de Leidschendam a été créée le 1er janvier 1938 par la fusion des communes de Stompwijk et Veur. Elle a été une commune indépendante jusqu'au 1er janvier 2002. À cette date, elle fusionne avec Voorburg pour former la nouvelle commune de Leidschendam-Voorburg.
Le nom de la ville est utilisé depuis des siècles et fait référence au verrou sur le canal du Vliet, près du centre historique de Leyde. Les fondations de la bordure nord du verrou étaient connues sous le nom de Veur jusqu'à la formation de la municipalité de Leidschendam en 1938. Cette date récente ne retranscrit pas fidèlement l'occupation de longue date de cette zone. En effet, elle date sans doute de l'époque romaine, il y a près de 2 000 ans.
L'un des vecteurs importants du développement de cette région fut le canal de la Vliet, permettant le transport des biens et des personnes au travers des Pays-Bas au cours du Moyen Âge. Comme dans le reste du pays, des moulins ont été construits afin de permettre le développement de l'économie locale, comme le moulin à blé en 1594 et les moulins à découpe de bois en 1643 et 1739 (de Salamender et de Hoop). Veur devint une commune indépendante au moment de la courte République batave.
Le bord sud du Vliet fut occupé plus tard en raison de la présence permanente d'eau. Celle-ci a été évacuée aux alentours de 1200 par les comtes néerlandais, permettant la construction de Stompwijk et de Wilsveen. À cette période, l'exploitation de la tourbe étant florissante, une vingtaine de moulins furent érigés afin de maîtriser les eaux des polders. En 1811, Stompwijk et Veur se regroupèrent pour former Leidschendam. Mais cette municipalité ne vécut que six ans avant de se séparer, malgré la direction par un maire commun.
Cette zone commença à évoluer et à être profondément modifiée à partir des premières années du XIXe siècle en raison de la crise de l'agriculture et de l'amélioration des moyens de transport. Plus tard, les effets régionaux des Première Guerre mondiale et Seconde Guerre mondiale accentuèrent encore ces changements.
L’augmentation des activités administratives (la ville siège du gouvernement du pays, La Haye, se trouve à proximité), mais aussi industrielles et la demande de logements associée permirent à Veur de passer d'une zone rurale à une petite agglomération urbaine de banlieue. Cela conduisit à une réorganisation municipale et la formation de Leidschendam, en 1938.
Leidschendam et Voorburg sont désormais indissociables de la ville de La Haye et sont souvent considérés comme ses banlieues. Stompwijk est encore un village rural, situé à quelques kilomètres au nord-est de Leidschendam. Ces trois villages furent regroupés au sein de la municipalité de Leidschendam-Voorburg en 2002 (population : 73 832 en 2004, surface : 35,6 km2).
Hans van der Sluijs est le maire de Leidschendam-Voorburg depuis 2007.

## Économie
En termes de pourcentage de la population, les principales activités économiques sont l'immobilier, les commerces de détail, l'hôtellerie-restauration, les soins médicaux, le transport et les moyens des communications, ainsi que les emprises gouvernementales. En 2002, le taux de chômage était de 13,1 %.
Une grande zone commerçante semi-couverte, Leidsenhage, est située près des limites avec Voorburg. Leidsenhage accueille un grand nombre d'enseignes, des grandes chaînes telles que Albert Heijn, Vroom & Dreesmann, C&A, etc. ainsi que des magasins de moyenne et de petite taille. La zone attire de nombreuses personnes et est devenu un point nodal important de la circulation routière et ferroviaire dans la région. Leidschendam abrite également le siège de Fugro, une société multinationale fournissant des services géotechniques et de topographie.
Leidschendam a accueilli le bureau principal des services secrets du pays, l'AIVD, dépendant du ministère néerlandais de l'Intérieur, avant que les bureaux ne déménagent à Zoetermeer en 2007.
Le bâtiment abrite aujourd'hui le Tribunal spécial des Nations unies pour le Liban constitué pour juger les personnes soupçonnées d'avoir assassiné l'ancien Premier ministre libanais Rafiq Hariri. Voorburg hébergeait quant à elle CBS (Bureau central de la statistique), l’office néerlandais des statistiques jusqu'à son déménagement à La Haye - Leidschenveen à la mi-2008.

## Démographie
Au 31 décembre 2001, environ 40 % de la population détenait un diplôme d'études universitaire, permettant ainsi à la ville de se classer au neuvième rang des cinquante plus grandes villes des Pays-Bas. Environ 25 % a un faible niveau d'éducation (niveau collège).
Les deux villes de Leidschendam et Voorburg totalisent une population de 73 148 habitants (Leischendam seule : 31 289) dont 21 % est inférieur à l'âge de 20 ans, tandis que 15 % est supérieur à 70 ans. La proportion hommes-femmes est légèrement favorable à ces dernières (34 894 pour les hommes soit 47,7 % et 38 254 pour les femmes soit 52,3 %).
Il y a 14 540 foyers à Leidschendam et 34 290 au total à Leidschendam-Voorburg.
43,6 % des habitants (31 892 personnes) sont célibataires, 42,1 % mariés (30 764 personnes), et 6,9 % veufs (5 075 personnes).
- Constitution des ménages :
  - 28,8 % (21 044 personnes) des couples sont sans enfants ;
  - 25,9 % (18 957 personnes) des couples ont des enfants ;
  - 23,4 % (17 092 personnes) vivant seul(e) avec un ou plusieurs enfants ;
  - 16,6 % (12 156 personnes) vivant seules ;
  - 3 % (2 174 personnes) vivant seul(e) avec un ou plusieurs enfants ;
  - 1,1 % (814 personnes) vivant en milieu institutionnel ;
  - 2,5 % (1 848 personnes) qui n'entrent pas dans ces catégories.

- Type de logements :
  - 18 120 des foyers sont propriétaires de leur logement ;
  - 10 260 sont locataires dans de logements appartenant à des bailleurs sociaux ;
  - 5 250 louent à des particuliers.

- Logements :
  - 9 230 logements ont été construits 1940 ;
  - 9 470 entre 1940 et 1970 ;
  - 14 930 après 1970.

## Éducation
La proximité de La Haye fait qu'il n'existe pas d'institutions d'enseignement supérieur au sein de Leidschendam ou de Voorburg. Toutefois, un certain nombre d'établissements supérieurs existent à proximité : Université de technologie de Delft, Université de Leyde et un certain nombre d'unités de sciences appliquées et d'art à La Haye.

## Personnalités nées dans la ville
- Jan Hein Boone (1939), politicien
- Puck Brouwer (1930-2006), athlète
- Kees Schuyt (1943), sociologue, juriste et journaliste
- Adriaan Bontebal (1952-2012), poète et écrivain
- Johan Verhoek (1954), criminel et dealer
- Jan Hendriks (1954), évêque auxiliaire
- Marijke Vos (1957), politicienne
- Han Kulker (1959), athlète
- Mathieu Nab (1965), sculpteur
- Roos Ouwehand (1968), actrice
- Roderick Vonhögen (1968), prêtre
- Tim de Leede (1968), joueur de cricket
- Karien van Gennip (1968), politicienne
- Edwin Vurens (1968), footballeur
- Alfred Schaffer (1973), poète
- Jan van Velzen (1975), cycliste
- Pascal van Assendelft (1979), athlète
- Wesley Dorrius (1979), dj et graphiste
- Eric Bouwman (1982), acteur, chanteur
- Ferne Snoyl (1985), footballeur
- Wesley Verhoek (1986), footballeur
- Leroy Resodihardjo (1987), footballeur
- Chantal Versluis (1988), joueur de softball
- John Verhoek (1989), footballeur
- Daryl Janmaat (1989), footballeur

## Transport
Leidschendam est desservie par les autoroutes A4 et A12, qui la relient à toutes les autres régions.
Un certain nombre de gares à proximité permettent de rejoindre directement La Haye, Rotterdam et Leyde, avec un accès facile au reste du pays.
Deux lignes de tramway du réseau local desservent la ville : la ligne no 2 (Kraayenstein - La Haye) ainsi que la ligne no 6 (Uithof - La Haye). Il est aussi possible de prendre des bus locaux, régionaux et nationaux.
Une route régionale relie l'autoroute A4 à des parties de La Haye, en passant par Leidschendam.
La ville est située à une heure de route de l'aéroport international d'Amsterdam-Schiphol.